# 弓削商船高等専門学校
弓削商船高等専門学校（ゆげしょうせんこうとうせんもんがっこう、英称: National Institute of Technology, Yuge College）は、日本の高等専門学校。愛媛県越智郡上島町に所在する。全国にある海事教育機関である商船系高専5校のうちの1つである。
座学教育に重点をおき、実践的教育を行っている。

## 設置学科
- 本科
  - 総合教育科（一般教育を担う組織）
  - 商船学科
  - 電子機械工学科
  - 情報工学科
- 専攻科
  - 海上輸送システム工学専攻
  - 生産システム工学専攻

## 沿革
- 1901年（明治34年）1月11日 - 愛媛県越智郡弓削村外1ヶ村学校組合立弓削海員学校設置。
- 1902年（明治35年）3月26日 - 甲種商船学校制度により弓削村外5ヶ村学校組合立弓削甲種商船学校と改称。
- 1908年（明治41年）4月1日 - 愛媛県に移管、愛媛県立弓削商船学校と改称。
- 1930年（昭和05年）4月1日 - 機関科を設置。
- 1940年（昭和15年）7月1日 - 文部省直轄となる。
- 1943年（昭和18年）11月1日 - 官制改正により運輸通信省所管となる。
- 1945年（昭和20年）5月18日 - 官制改正により運輸省所管となる。
- 1946年（昭和21年）4月1日 - 粟島商船学校を統合。
- 1951年（昭和26年）4月1日 - 文部省へ移管、弓削商船高等学校と改称。
- 1967年（昭和42年）6月1日 - 国立学校設置法の一部を改正する法律の施行により弓削商船高等専門学校（入学定員: 航海学科40名・機関学科40名）設置。弓削商船高校は募集停止。
- 1969年（昭和44年）4月1日 - 機関学科1学級増設（文部省令第8号、定員40名）。
- 1971年（昭和46年）6月1日 - 商船高校専攻科閉科に伴い、弓削商船高等学校閉校。
- 1985年（昭和60年）4月1日 - 国立学校設置法施行規則の一部改正により機関学科1学級が電子機械工学科に改組（定員40名）。
- 1988年（昭和63年）4月1日 - 航海学科及び機関学科が商船学科（航海コース、機関コース）及び情報工学科に改組（定員各40名）。
- 2001年（平成13年）1月6日 - 省庁再編により文部省は文部科学省となる。
- 2004年（平成16年）4月1日 - 独立行政法人国立高等専門学校機構弓削商船高等専門学校となる。
- 2005年（平成17年）4月1日 - 海上輸送システム工学専攻・生産システム工学専攻の2専攻科を設置。

## 校歌
- 作詞：星野哲郎、作曲：鏑木創[1]、編曲：小林恵子

## 組織
- 技術系
  - 弓削丸班
  - 第一技術班
  - 第二技術班
  - 第三技術班
- 事務系
  - 総務課
  - 学生課
  - 企画広報室

## 施設
- 商船学科棟
- 電子機械工学科棟
- 情報工学科棟
- 総合教育科棟
- 専攻科棟
- 管理棟
- 荒天航泊実験室棟
- 実習工場
- 学術支援センター メディコ
  - 図書館
  - 情報処理教育センター
  - 保健室
  - 学生相談室
  - ECDIS講習室
  - 操船シミュレーター
- 福利施設
  - 白雲館
  - 青雲館
- 野球グラウンド
- グラウンド
- テニスコート
- 体育館
  - 第一体育館
  - 第二体育館
- 白砂寮

### 実習船係留場
- 弓削丸（ゆげまる）
- はまかぜ

## 設備
- 総合航海計器室
  - スペリー式及び北辰式ジャイロコンパスとオートパイロット、時差修正実習装置等航海計器
- レーダーシミュレーター実験室
  - 操船シミュレータ装置
- 航海実習室
  - 灯台模型、主要航路の海図及び水路書誌、海峡模型
- 荒天航泊実験室
  - 水平循環型回流水槽、造波装置付き密閉型洞水槽、錨把駐力試験水槽
- 運用学実験室
  - タンカー荷役シミュレータ装置、貨物積付水槽
- 防火実験室
  - 各種火災探知装置、燃焼実験装置、静電気測定器
- 索具実験室
  - 模型ロープ引張り試験機
- 気象観測室及び検潮儀室
  - 気象衛星「ひまわり」画像受信システム、検潮儀
- 天体観測室
  - 天体望遠鏡
- 補機実験室
  - 空調実験装置、冷凍空調トレーニングユニット
- 内燃機関総合実験室
  - ディーゼルエンジン、プログラム制御装置
- 電気工学実験室
  - 定電圧自励装置、M-G自動制御装置、SCR回路実験装置、発電機並列運転実習盤
- 熱流体実験室
  - 管摩擦実験装置、レイノルズ数乱層流実験装置、1ch熱線流速計システム
- 蒸気ボイラー実験室
  - 蒸気ボイラー実験装置
- 蒸気タービン実験室
  - 蒸気タービン実験装置
- ガスタービン実験室
  - 船用ガスタービン実験装置
- 材料力学実験室
  - 応力凍結装置、光弾性実験装置、万能材料試験機
- 材料実験室
  - 全自動蛍光X線分析装置、X線回折装置、電子顕微鏡、イオンクロマトグラフ
- 自動制御実験室
  - 自動制御モデルプラント、半導体回路、パルス実験装置
- 弓削丸
  - ADCP

## アクセス
- JR尾道駅よりバス（60分）。因島土生港前で下車、生名渡船（3分）立石港で下船。町有バスにて弓削商船南門停留所で下車。弓削にて下船、徒歩で15分。
- 今治港より快速艇（70分）。弓削にて下船、徒歩で15分。
- しまなみ海道を、四国側からは因島南IC、本州側からは因島北ICで降り、渡船にて10分、下船後車で10分。
- 上島町有バス久司浦方面行き･立石港務所行き路線で弓削商船南門停留所で下車。

## 出身者
- 北村一輝 - 俳優（中退）
- 小山亮 - 衆議院議員
- 城戸豊吉 - ヤマキ創業者、初代伊予市長
- Tama - 元ポルノグラフィティ（中退）
- 坪内寿夫 - 実業家
- 馬越晃 - 衆議院議員